# Простая случайность
«Простая случайность» (перс. یک تصادف ساده‎) — иранский фильм режиссёра и сценариста Джафара Панахи. Картина снята в сотрудничестве с Францией и Люксембургом. Это очередной фильм Панахи, критически настроенного по отношению к Исламской республике и несколько раз попадавшего из-за этого под арест, не получивший официального разрешения иранских властей на съёмку.
Премьера картины состоялась в рамках 78-го Каннского кинофестиваля 20 мая 2025 года, где фильм получил Золотую пальмовую ветвь.

## Сюжет
Эгхбал со своей беременной женой попадает в ДТП, а затем сталкивается с жестокостью со стороны бывших заключённых, которые уверены, что это он ранее их пытал. Их лидер, Вахид, похищает его и собирает группу бывших жертв, чтобы отомстить. По пути они задумываются о допустимости своих действий и правдивости своих подозрений.

## В ролях
- Вахид Мобассери — Вахид[6]
- Мариам Афшари — Шива
- Эбрахим Азизи — Эгхбал
- Хадис Пакбатен — Голрох
- Маджид Панахи — жених
- Мохамад Али Эльясмехр — Хамид

## Производство

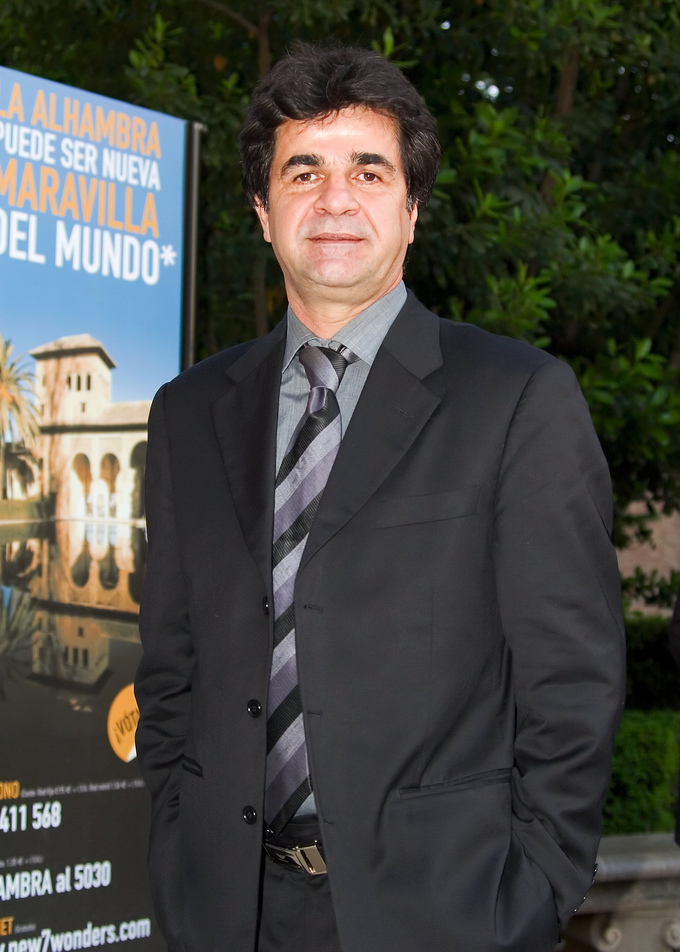
Джафар Панахи в 2007 году

«Простая случайность» — фильм Джафара Панахи, одного из самых известных режиссёров Ирана. В прошлом в своих работах он подвергал критике политику Исламской Республики. Режиссёр был арестован в 2022 году после того, как в 2010 году был приговорён к шестилетнему тюремному заключению и 20-летнему запрету на работу. К тому времени он ещё не начал отбывать тюремный срок. Лишение свободы Панахи вызвало резкую критику на международном уровне. В начале февраля 2023 года, после почти семи месяцев содержания под стражей и объявления в возрасте 65 лет голодовки, Панахи был освобождён. Несмотря на запрет на работу, ему всегда удавалось завершить свои кинопроекты в Иране и выпустить их на экраны за границей. Так, его фильм 2022 года «Без медведей» был показан в рамках основного конкурса 79-го Венецианского кинофестиваля, удостоившись Специального приза жюри.
Продюсером «Простой случайности» стал сам Панахи, сотрудничивший в этом качестве с Филиппом Мартеном, главой парижской кинопродюсерской компании Les Films Pelléas, которая выпустила фильм Жюстин Трие «Анатомия падения», получивший Золотую пальмовую ветвь. «Простая случайность» была снята совместно компаниями Bidibul Productions (Люксембург) и Pio & Co (Франция). Постпродакшн был завершён во Франции. Согласно сообщению иранской оппозиционной телекомпании Radio Farda, «Простую случайность» Панахи, как и прежде, снимал без разрешения Исламской республики. По некоторым данным, актрисы в этом фильме не носят хиджаб, который по иранскому закону обязателен для женщин.

## Выпуск
«Простая случайность» была отобрана для участия в Основном конкурсе 78-го Каннского кинофестиваля, где 20 мая 2025 года и состоялась её мировая премьера. Картина иранского режиссёра была проанонсирована как «тщательно охраняемая тайна». Тьерри Фремо, программный директор фестиваля, заявил в начале апреля, что он не хотел, чтобы что-либо о фильме просочилось наружу. В последний раз работа Панахи демонстрировалась в Каннах в 2021 году в рамках специального показа, ею был документальный фильм «Год вечной бури». По данным издания Variety, маловероятно, что Панахи прибудет в Канны на премьеру своей картины.
Международными продажами занимается компания mk2 Films. Планируется, что фильм выпустит в прокат во Франции компания Memento Distribution 10 сентября 2025 года.